# باشگاه ورزشی ویکتوری (مالدیو)
باشگاه ورزشی ویکتوری یک باشگاه ورزشی مالدیوی مستقر در ماله است که در ۳ ژوئیه ۱۹۷۱ تأسیس شد. ویکتوری یکی از موفق‌ترین باشگاه‌های فوتبال در مالدیو است که با کسب ۲۱ قهرمانی ملی، رکورددار است. آنها همچنین دو بار قهرمان لیگ برتر دیوهی و چهار بار قهرمان جام حذفی شده‌اند.